# Styrax grandiflorus
Styrax grandiflorus är en storaxväxtart som beskrevs av William Griffiths. Styrax grandiflorus ingår i släktet Styrax och familjen storaxväxter. Inga underarter finns listade i Catalogue of Life.